# Гистоплазмоз
Гистоплазмоз (болезнь Дарлинга) — заболевание, вызываемое грибком Histoplasma capsulatum. Симптомы этой инфекции сильно варьируются, но в первую очередь болезнь поражает лёгкие. Иногда гистоплазмоз поражает другие органы, это диссеминированный гистоплазмоз, который может быть смертельным при отсутствии лечения. Гистоплазмоз часто встречается у больных СПИДом из-за их слабой иммунной системы.

## История
Histoplasma была обнаружена в 1905 году Сэмюэлом Дарлингом. До этого случаи гистоплазмоза нередко ошибочно принимались за туберкулёз, в связи с чем больные направлялись в туберкулёзные санатории. Некоторые больные заболели туберкулёзом в этих санаториях.

## Эпидемиология
Histoplasma capsulatum обнаруживается почти во всём мире. Она эндемична в некоторых районах Соединённых Штатов, особенно в штатах, граничащих с долиной реки Огайо и низовьями реки Миссисипи. Гистоплазмоз распространён также в Южной и Восточной Африке. Кожный тест с гистоплазмином даёт положительный результат у 90 % людей, живущих в районах, где Н. capsulatum эндемична, например в восточной и центральной части США.

## Механизм развития
H. capsulatum растёт в почве или другом субстрате, загрязнённом помётом птиц или летучих мышей (гуано). Грибок был найден в помёте домашних птиц, пещерах, областях обитания летучих мышей и в местах отдыха птиц (особенно скворцов). Грибок обладает термическим диморфизмом: во внешней среде он растёт в виде коричневого мицелия, а при температуре тела (37 °С в организме человека) принимает форму дрожжей. При вдыхании споры гриба попадают в альвеолы лёгких и после поглощения макрофагами прорастают, превращаясь в дрожжевидные клетки. Гистоплазмоз не передаётся от человека к человеку, заражение происходит при вдыхании спор с почвы или помёта.

## Виды гистоплазмоза
Гистоплазмоз можно разделить на следующие виды:
- Первичный лёгочный гистоплазмоз
- Прогрессивный диссеминированный гистоплазмоз
- Первичный кожный гистоплазмоз
- Африканский гистоплазмоз

## Симптомы

### Острая форма
Чаще всего встречается острый гистоплазмоз лёгких, вызываемый аэрогенным инфицированием. Острые формы лёгочного гистоплазмоза могут протекать бессимптомно и обнаруживаться лишь по результатам кожного теста с гистоплазмином, по положительным результатам серологических реакций, иногда по петрификатам в лёгких и прикорневых лимфатических узлах. При лёгких формах, которые преобладают, самочувствие больных остаётся хорошим, нередко они продолжают работать, лихорадка отсутствует или бывает кратковременной (3-4 дня), а общая длительность лечения 2-3 недели. При рентгенологическом исследовании выявляют усиление рисунка и увеличение тени корней лёгких, лишь у отдельных больных наблюдаются мелкоочаговые тени, преимущественно в нижних отделах лёгких.
Тяжелые формы острого гистоплазмоза лёгких характеризуются внезапным началом, быстрым повышением температуры тела до 40-41 °С. Температурная кривая неправильного типа с большим суточным размахом. Потрясающие ознобы сменяются диффузным потоотделением. Больные жалуются на сильную головную боль, слабость, боли в мышцах и костях, кашель, боли в груди. У некоторых больных отмечаются тошнота, рвота, понос, боли в животе. Длительность лихорадки 2-6 недели. В периоде реконвалесценции длительно наблюдается субфебрилитет, астенизация, резкое снижение трудоспособности, потливость. Эти явления сохраняются до 1 года. При перкуссии лёгких можно отметить некоторое укорочение звука, при аускультации — мелкопузырчатые влажные хрипы, преимущественно в нижних отделах лёгких. Рентгенологически выявляют крупно- и среднеочаговые тени в виде «ватных хлопьев», которые могут сливаться. В дальнейшем инфильтраты полностью исчезают или на их месте образуются очаги фиброза и кальцинации.
При среднетяжёлых формах клинические и рентгенологические проявления выражены не так резко, лихорадка сохраняется около 2 недель, а продолжительность стационарного лечения составляет около месяца.
Острая форма диссеминированного гистоплазмоза проявляется высокой лихорадкой гектического или неправильного типа, повторными ознобами и потоотделением, выраженными симптомами общей интоксикации (головная боль, мышечные и суставные боли, тошнота, рвота, боли в животе, нарастающая слабость). На этом фоне появляются множественные вторичные очаги как результат диссеминации: различного рода экзантемы (макулопапулезная, фурункулоподобная, геморрагическая, типа многоформной или узловатой эритемы), лимфаденопатия, мезаденит, увеличение печени и селезёнки, энцефалит или менингоэнцефалит, септический эндокардит, язвенный колит, перитонит. Клинические и рентгенологические изменения могут напоминать милиарный туберкулёз (при аэрогенном инфицировании).

### Хроническая форма
Хронический гистоплазмоз лёгких протекает в виде длительной прогрессирующей болезни, периодически дающей обострения. Наблюдают умеренную лихорадку, кашель с мокротой, при рентгенологическом исследовании выявляются каверны, фиброз и множественные кальцинированные очаги.
Хронический диссеминированный гистоплазмоз характеризуется вялым течением, самочувствие больных вначале удовлетворительное, лихорадка не выражена, типично вовлечение в процесс кожи и слизистых оболочек. Образуются характерные язвы на языке, слизистых оболочках глотки и гортани. В дальнейшем состояние ухудшается, появляется лихорадка неправильного типа (септического), наблюдается увеличение печени, селезёнки, всех групп лимфатических узлов, поражение желудка, глаз (хорио-ретиниты) и т. д.

## Диагностика
Гистоплазмоз может быть диагностирован при анализе образцов, содержащих грибок: мокроты, крови или инфицированных органов. Он также может быть диагностирован при помощи обнаружения антигенов в крови или мочи методом ИФА или ПЦР или же при помощи теста на антитела против Histoplasma в крови. Диагноз гистоплазмоза часто формально подтверждается только путём культивирования грибка. Кожные проявления болезни разнообразны и часто проявляются как невзрачная сыпь с системными жалобами. Диагноз лучше устанавливать гистологическими исследованиями с окраской, предназначенной для обнаружения грибковых организмов.

## Лечение
Больные лёгкой и среднетяжёлой формами гистоплазмоза не нуждаются в назначении противомикозных (довольно токсичных) препаратов. Можно ограничиться лечебным режимом, полноценным питанием и симптоматической терапией. При гистоплазмозе глаз показаны местное применение кортикостероидных препаратов, десенсибилизирующая терапия с помощью гистоплазмина, а также фотокоагуляция. Назначают антигистаминные препараты, витамины и другие патогенетические средства.
При лечении гистоплазмоза применяют азоловые препараты (кетоконазол, итраконазол) либо амфотерицин В. Дозы лекарственных препаратов зависят от клинической формы заболевания.
При тяжёлых формах острого гистоплазмоза назначают амфотерицин В из расчёта 1000 ЕД/кг массы тела в сутки. Препарат вводят внутривенно капельно в течение 4 часов в 5 % растворе глюкозы. Для определения индивидуальной переносимости первое введение делают из расчёта 100 ЕД/кг массы тела. При отсутствии побочных реакций и удовлетворительной переносимости антибиотика вводят препарат из расчёта 250 ЕД/кг и затем постепенно повышают дозу до 1000 ЕД/кг. Антибиотик вводят через день или 2 раза в неделю. Продолжительность лечения 4—8 недель. При введении амфотерицина В наблюдаются побочные явления: тромбофлебиты, тошнота, рвота, мышечные боли, судороги, кишечные кровотечения, анемия, токсические поражения почек.
При хронических формах лучшие результаты даёт длительное назначение амфотерицина В повторными 6-7-дневными курсами в сочетании с хирургическим лечением.
Можно использовать также амфоглюкамин (Amphoglucaminum) — водорастворимый препарат амфотерицина В, предназначенный для приёма внутрь. Он менее токсичен, из побочных реакций отмечается лишь нарушение функций почек. Выпускается в таблетках по 100 000 ЕД (в упаковке 10 или 40 штук). Лечение назначают с 200 000 ЕД 2 раза в сутки после еды. При хорошей переносимости дозу повышают до 500 000 ЕД 2 раза в сутки. Курс лечения 3—4 недель. Необходимо следить за состоянием почек! При появлении белка в моче или повышении уровня остаточного азота выше 30 ммоль/л амфоглюкамин отменяют. При гистоплазмозе глаз показаны местное применение кортикостероидных препаратов, десенсибилизирующая терапия с помощью гистоплазмина, а также фотокоагуляция.
Из зарубежных препаратов можно использовать кетоконазол (Ketoconazole). Препарат можно использовать при лечении гистоплазмоза у ВИЧ-инфицированных изолированно или в сочетании с амфотерицином В. Из других препаратов, которые используют при терапии ВИЧ-инфицированных, — флуконазол (fluconazole), который назначают по 50-100 мг в день. Назначают антигистаминные препараты, витамины и другие патогенетические средства.
При бессимптомных формах гистоплазмоза этиотропную терапию не проводят.

## Прогноз
При остром гистоплазмозе лёгких прогноз благоприятный, лишь при относительно редко встречающихся тяжёлых формах процесс может переходить в хронический и давать рецидивы. При хроническом лёгочном гистоплазмозе летальность достигала 60 % (без лечения противомикозными антибиотиками). Гистоплазмоз у ВИЧ-инфицированных протекает тяжело и даже при лечении обычно заканчивается гибелью больного.

## Гистоплазмоз в культуре
- Джонни Кэш упоминает про эту болезнь (и даже правильно отмечает, что источником заражения является птичий помёт) в песне «Фасоль на завтрак»[7].
- Боб Дилан был госпитализирован в связи с гистоплазмозом в 1997 году, в результате чего были отменены концерты в Великобритании и Швейцарии[8].
- В 21 эпизоде 3 сезона сериала «Доктор Хаус» больному был поставлен диагноз гистоплазмоз[9].
- В 5 эпизоде 1 сезона телевизионного шоу «Декстер» Винс Масука начинает беспокоиться о заражении гистоплазмозом от крыс.
- В издании от 20 января 2011 года комиксов «Человек-паук» у Питера Паркера тётя Мэй заболевает гистоплазмозом[10].

## Галерея
- Язва на губе, вызванная Histoplasma capsulatum.